# Arbre du clergé
Clerodendrum trichotomum
Pour les articles homonymes, voir Clergé (homonymie).
Espèce
L’arbre du clergé ou Clérodendron de Chine (Clerodendrum trichotomum) est une espèce de plantes à fleurs de la famille des Lamiacées. C'est un petit arbre ou un arbuste au port étalé et à feuilles caduques originaire d’Asie orientale. Il est apprécié comme plante ornementale, pour le parfum de ses fleurs et la beauté de ses fruits. Il est utilisé par les médecines traditionnelles chinoise et indienne.

## Étymologie et histoire de la nomenclature
Le nom de genre Clerodendrum est composé du grec κλῆρος klêros comportant trois classes d’acceptions « 1) tirage au sort ; 2) chance, lot ; 3) clergé », et δένδρον dendron, « arbre ». Selon les auteurs, la morphologie s’interprète comme « arbre du clergé » ou « arbre de la chance ». Une espèce était utilisée autrefois à Ceylan par les prêtres cingalais dans leurs cérémonies.
L’épithète spécifique trichotomum est construite à partir du grec τρίχα - trikha, « en trois parties », et τόμος - tomos « morceau coupé, partie » en référence aux « trois ramifications » des inflorescences en cyme.

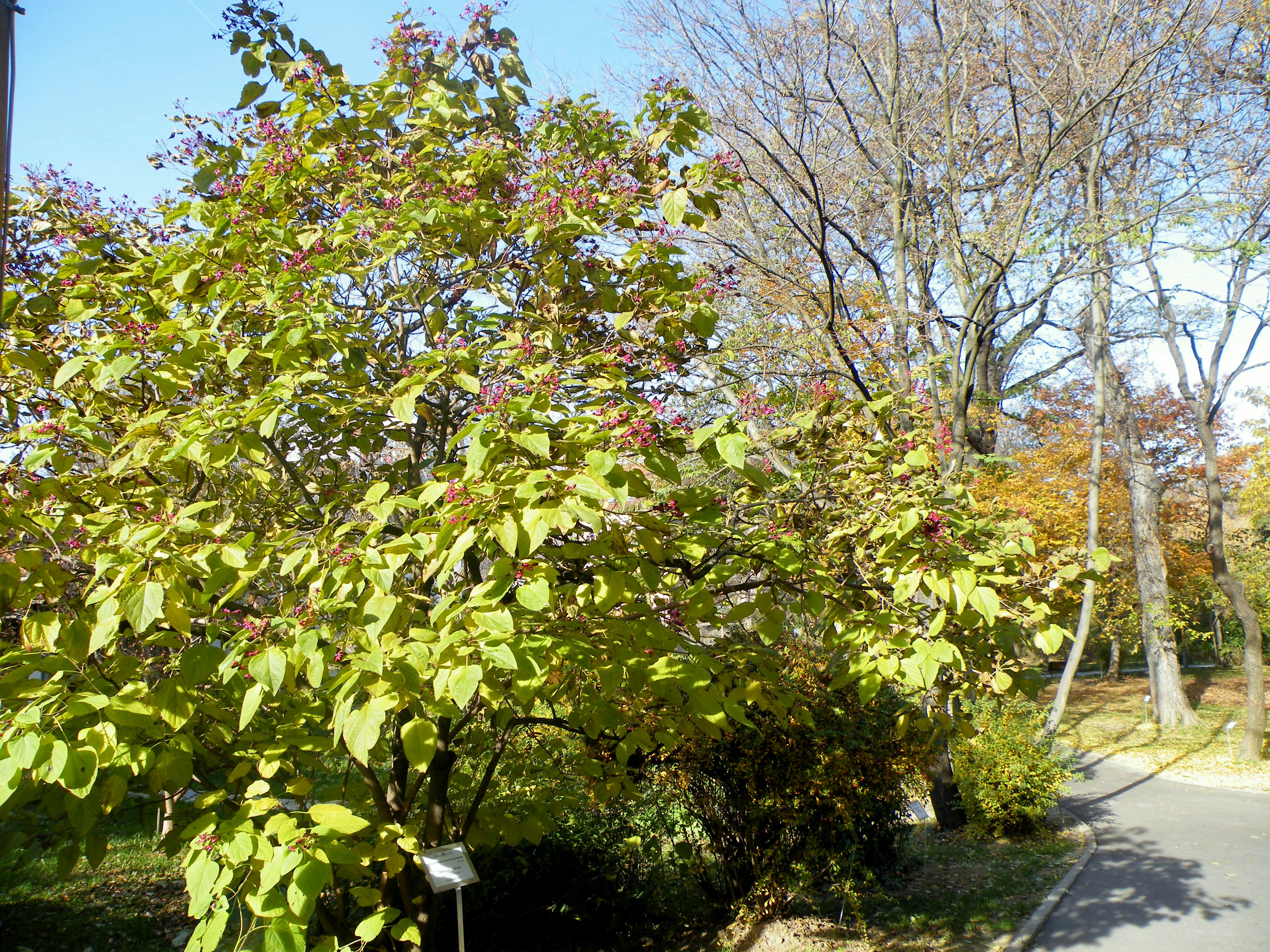
Port du clérodendron de Chine.

En 1775-1776, le médecin naturaliste suédois Carl Peter Thunberg séjourne au Japon comme chirurgien, dans la baie de Nagasaki. Confiné dans la minuscule île artificielle de Dejima, il arrive cependant à collecter des spécimens de plantes. En 1780, il décrit l’espèce Clerodendrum trichotomum.
En chinois l’arbuste se nomme 海州常山 hǎizhōu chángshān parce qu’il est produit à 海州 Haizhou (maintenant dans la ville de Lianyungang 连云港市, province du Jiangsu) et utilisé comme le médicament nommé 常山 changshan, une plante médicinale de la famille des saxifrages. Autre nom 臭梧桐 chou wutong (morph. : puant – sycomore) parce que les feuilles et les tiges brisées (et séchées pour faire un remède) émettent une odeur désagréable.

## Description

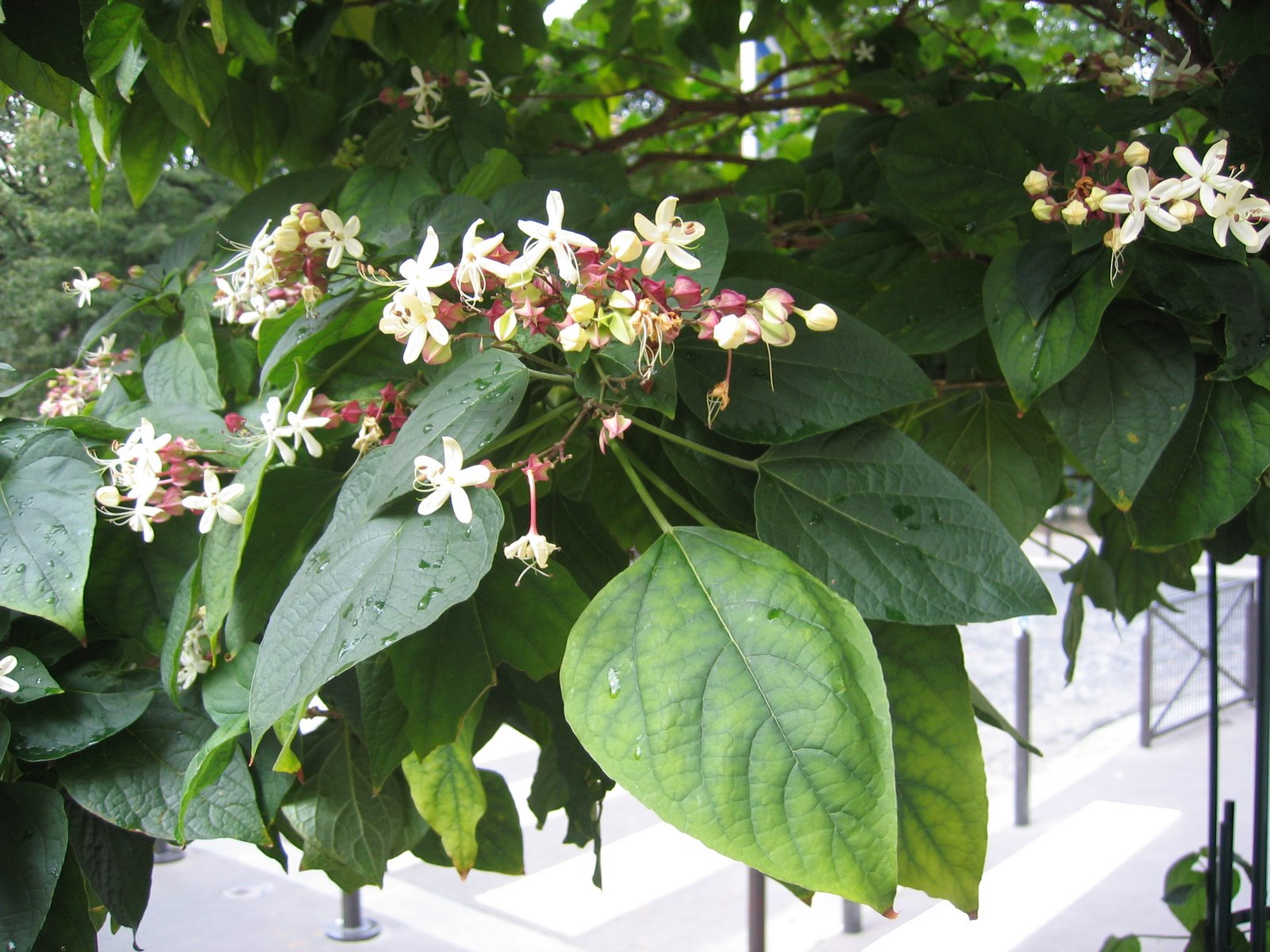
Clerodendrum trichotomum.

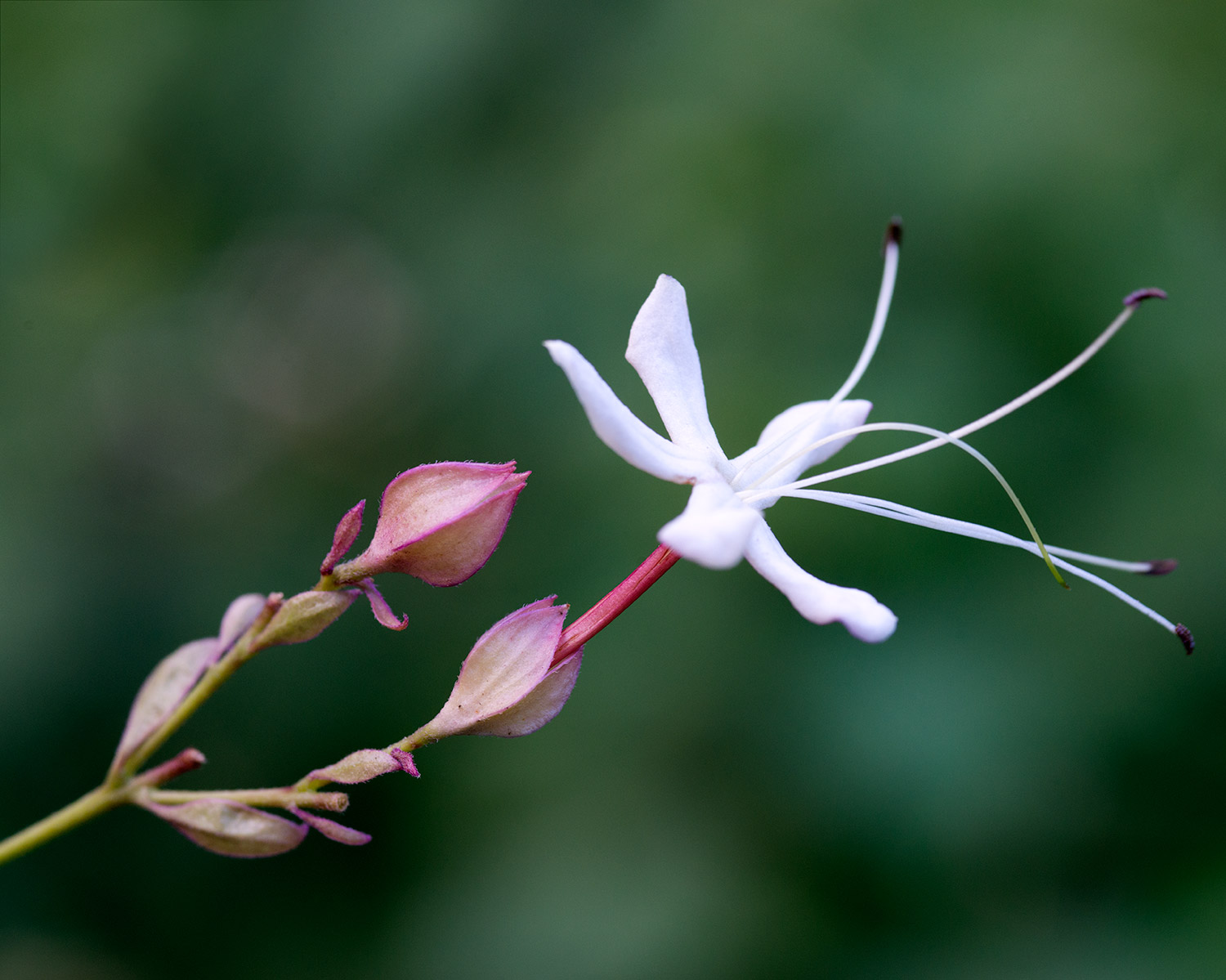
Fleur de C. trichotomum.

C'est un arbuste ou petit arbre de 1,5 à 10 m de hauteur, peu ramifié, à rameaux lenticellés et parfois pubescents lorsqu'ils sont jeunes et au feuillage caduc.
Ses grandes feuilles simples, opposées, molles, ovales-elliptique, triangulaire-ovale ou ovale, sont progressivement acuminées à l’apex et arrondies à la base. Le limbe foliaire vert foncé sur le dessus, peut mesurer de 5 à 16 cm de long et de 2 à 13 cm de large. Entier ou à peine denté, parfois trilobé, acuminé, pubescent dessous, parsemé de glandes, il dégage une odeur fade et désagréable de caoutchouc brûlé quand il est froissé. Le pétiole fait de 2 à 8 cm de long.
Les inflorescences sont des cymes bipares corymbiformes, érigées, de 8 à 18 cm. Les fleurs odorantes, très agréables, blanches, comportent un calice à 5 lobes verdâtres devenant rougeâtres et une corolle blanche ou rosâtre, de 2 cm de diamètre, au bout d’un long tube mince. Les 4 étamines sont aussi longues que la corolle. Le style est plus court que les étamines. En Chine, la floraison se situe entre juin-juillet et août-septembre.
Le fruit est une drupe bleu-pourpre, de 6 à 7 mm de diamètre, entourée à la base par le calice persistant d’un rouge carmin dont les 5 lobes sont disposés en étoiles. Le fruit bleu turquoise devient bleu foncé à maturité. Il renferme 4 pépins.

## Distribution
Ce clérodendron est largement répandu en Asie orientale : dans presque toute la Chine (sauf Mongolie intérieure, Xinjiang, Tibet), Japon, Corée, ainsi qu’en Inde et en Asie du Sud-Est (nord des Philippines).
Il croît jusqu’à 2 400 m.

## Taxons infraspécifiques
- Clerodendrum trichotomum var. trichotomum[7], rameaux, pétioles brun jaune, pubescent à sous glabre. Limbe de 5-16 x 2-13 cm.
- Clerodendrum trichotomum var. ferrugineum Nakai, Bot. Mag. (Tokyo). 31: 109. 1917, rameaux et inflorescences de couleur rouille, tomenteux, limbe 5-10 x 3-6 cm, Taiwan[8].
- Clerodendrum trichotomum var. fargesii (Dode) Rehder, arbuste originaire de Chine, de 3 à 4 m de haut, à feuillage juvénile de couleur bronze, donnant une abondante floraison parfumée, qui une fois installé, tolère aisément de -15 à −18 °C[9]. Il a été collecté par le père Paul Guillaume Farges, un missionnaire botaniste affecté très jeune aux Marches du Tibet (ouest du Sichuan)  en 1867. Il collectera 4 000 spécimens de plantes dont de nombreuses nouvelles espèces.
- Clerodendrum trichotomum ‘Variegatum’, à feuillage panaché vert et jaune, devenant vert et blanc[9].

## Composition
Plus de 280 constituants chimiques ont été isolés et identifiés de différentes espèces du genre Clerodendrum. Dans Clerodendrum trichotomum, 9 diterpénoïdes abiétanes (clerodendrine A, B ...H), 3 anthraquinones, 1 néolignane, des glycosides flavonoïdes et des alcaloïdes ont été isolés et identifiés dans les tiges feuillées. Des études de laboratoire sur l’animal ont établi des effets hypotensifs de Clerodendrum trichotomum. Une étude clinique a trouvé aussi ces effets sur l’homme.

## Utilisations

### Horticoles
Clerodendrum trichotomum est l’une des rares espèces de ce genre qui soient rustiques jusqu’à la latitude de Paris. Elle a été introduite en Europe, par le médecin et naturaliste Siebold (1796-1866), auteur avec Zuccharini, de la très célèbre Flora japonica en 30 volumes.
Il est cultivé comme plante ornementale pour le parfum et la beauté de ses fleurs à panicules qui apparaissent en été et dont le calice rouge entoure plus tard une petite baie non comestible de couleur bleue ressemblant à une petite perle. Quand il est en fleur, son parfum suave de jasmin, est perceptible à plusieurs mètres à la ronde.

### Médecines traditionnelles
La médecine traditionnelle chinoise prescrit les feuilles et les pousses séchées, récoltées en dehors de la période de floraison. Après avoir été prélevées, elles sont humidifiées, coupées en morceaux de 1 cm de long et séchées. Dans la terminologie de la médecine chinoise, elles sont indiquées pour traiter  le « vent » et enlever l’« humide », et faire baisser la tension sanguine.
Dans la pharmacopée traditionnelle des Indes, les tiges florales sont réputées pour leurs propriétés anthelminthiques. Elles sont prescrites pour les infections parasitaires intestinales.

## Album de photos

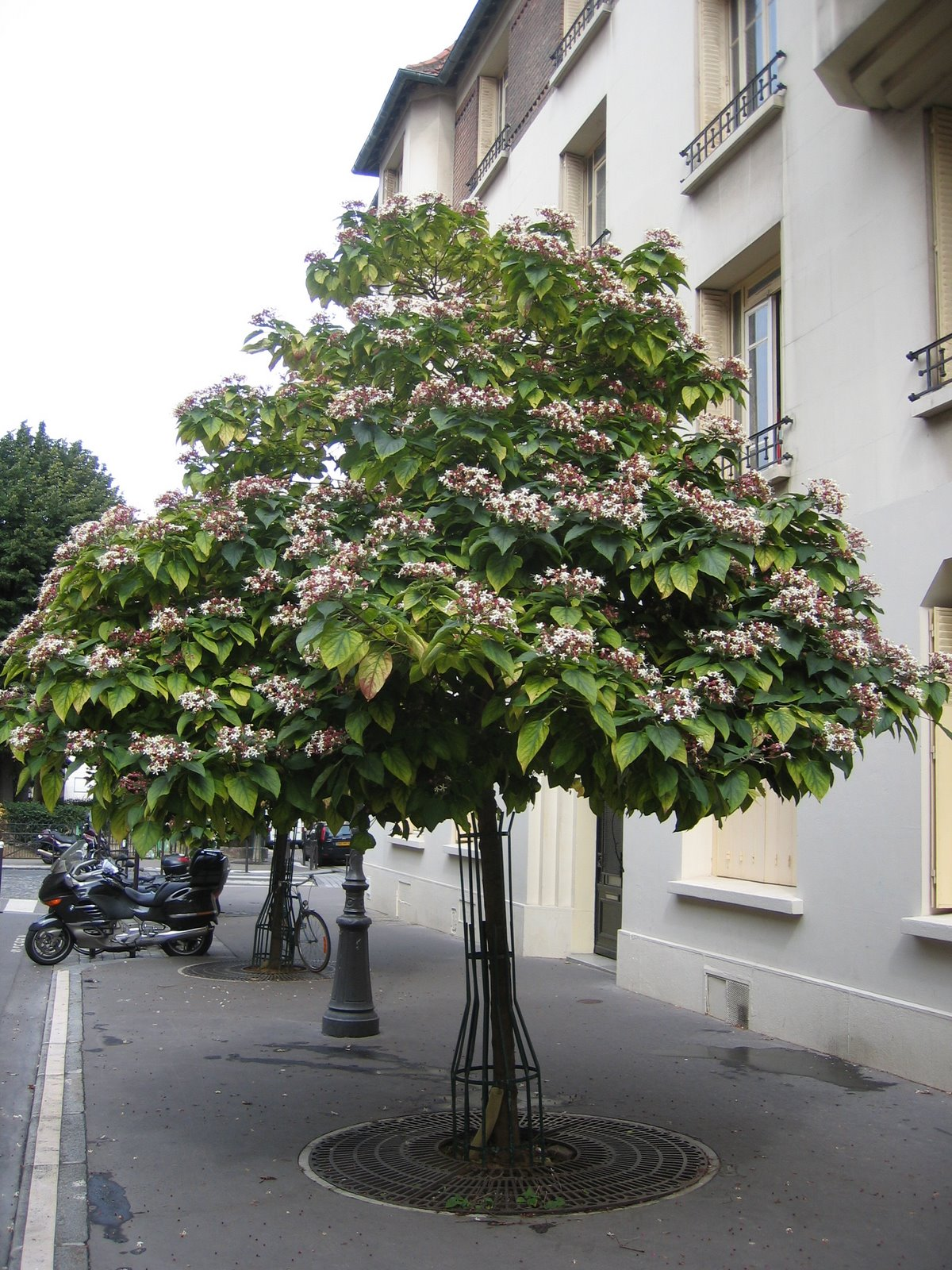
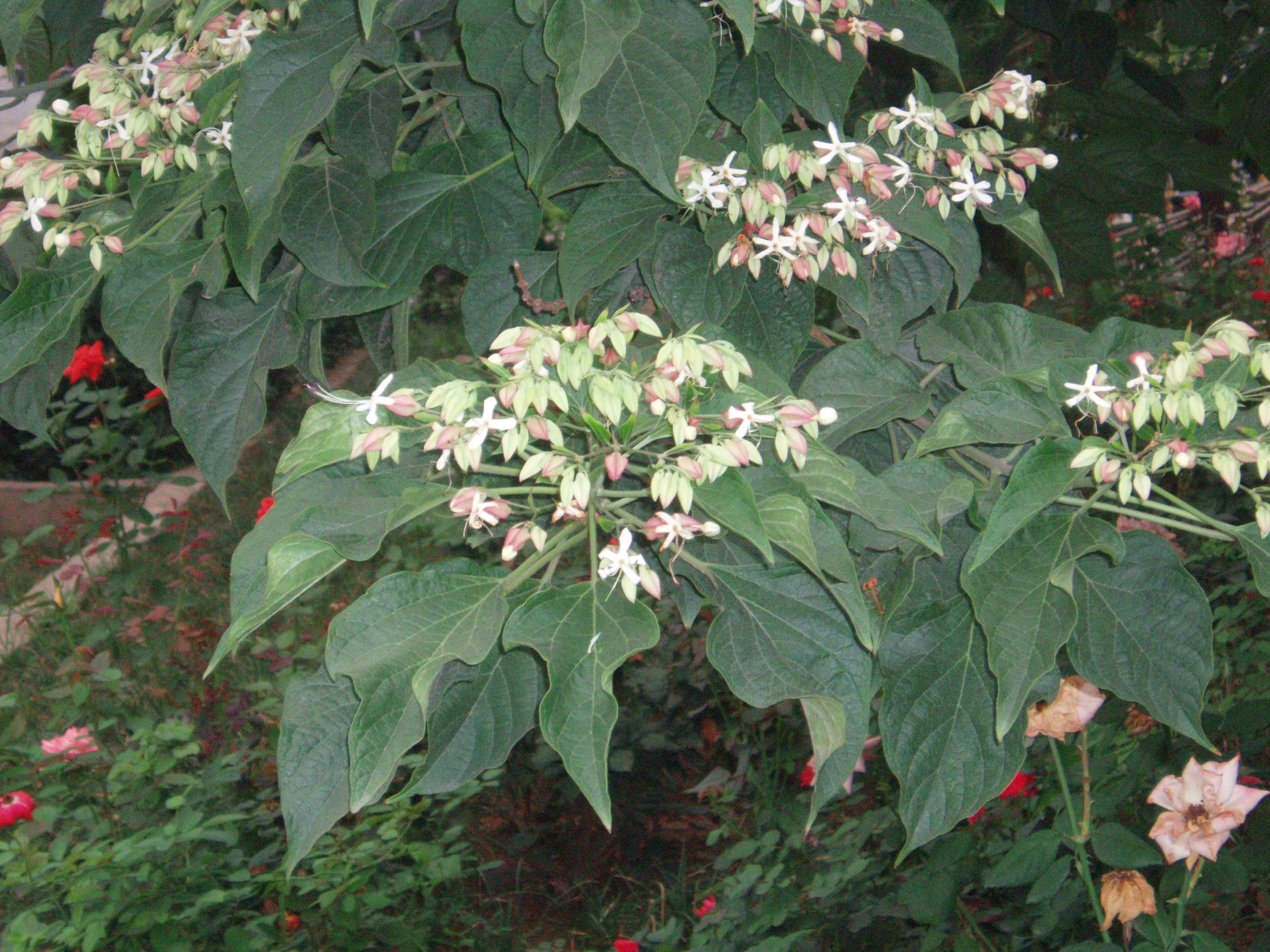
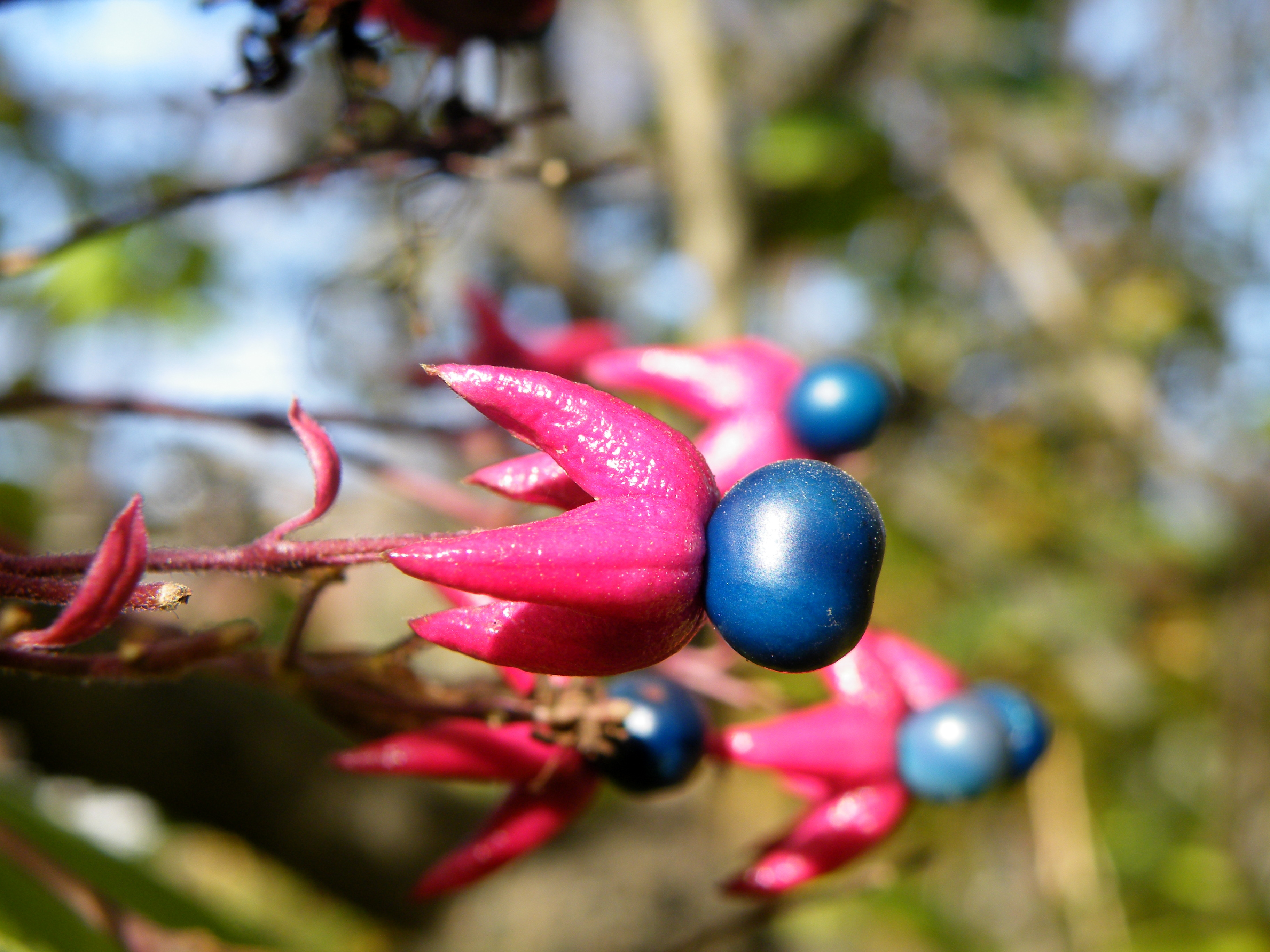

## Liste des variétés
Selon Catalogue of Life (8 juin 2014) :
- variété Clerodendrum trichotomum var. ferrugineum
- variété Clerodendrum trichotomum var. trichotomum

Selon World Checklist of Selected Plant Families (WCSP) (8 juin 2014) :
- variété Clerodendrum trichotomum var. fargesii (Dode) Rehder (1916)
- variété Clerodendrum trichotomum var. ferrugineum Nakai (1917)
- variété Clerodendrum trichotomum var. trichotomum

Selon The Plant List (8 juin 2014) :
- variété Clerodendrum trichotomum var. fargesii (Dode) Rehder
- variété Clerodendrum trichotomum var. ferrugineum Nakai
- variété Clerodendrum trichotomum var. trichotomum (type)

Selon Tropicos (8 juin 2014) (Attention liste brute contenant possiblement des synonymes) :
- variété Clerodendrum trichotomum var. esculentum Makino
- variété Clerodendrum trichotomum var. fargesii (Dode) Rehder = Clerodendrum trichotomum var. trichotomum, selon Tropicos
- variété Clerodendrum trichotomum var. ferrugineum Nakai
- variété Clerodendrum trichotomum var. trichotomum
- variété Clerodendrum trichotomum var. villosum Hsu = Clerodendrum trichotomum var. trichotomum, selon Tropicos